# NGC 7174
NGC 7174 este o galaxie situată în constelația Peștele Austral. A fost descoperită în 28 septembrie 1834 de către John Herschel.